# Assemblée de Kosovo-et-Métochie

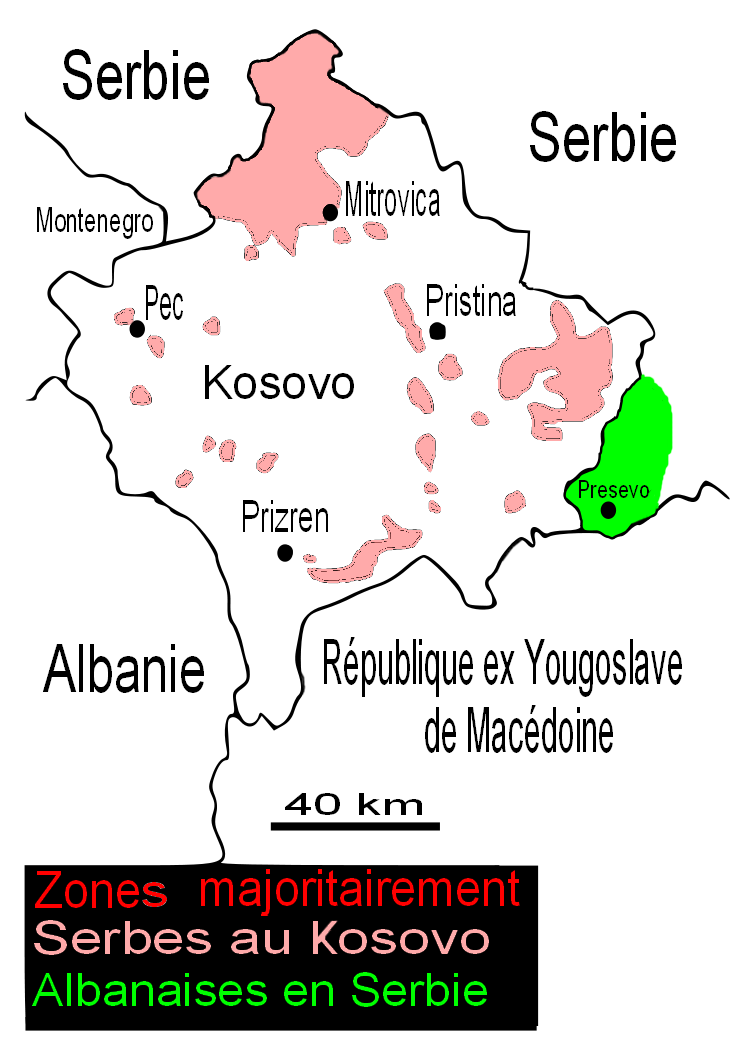
Serbes au Kosovo et Albanais en Serbie centrale

L'assemblée de la Communauté de communes de Kosovo-et-Métochie (en serbe : Скупштина Заједнице општина Аутономне покрајине Косово и Метохија, Skupština Zajednice opština Autonomne pokrajine Kosovo i Metohija) est une assemblée des municipales locales au Kosovo élue le 11 mai 2008, lors des élections municipales convoquées par la  constitution de Serbie, les minorités du Kosovo non-albanaises participent à ce parlement: serbe, monténégrin, gorani, rom, turc, bosniaque.[réf. nécessaire]
Elle a été créée à Mitrovica (partie nord du Kosovo) pour représenter les municipalités qui refusent la déclaration 2008 de l'indépendance du Kosovo et souhaitent leur rattachement à la Serbie,.
L'assemblée est composée de 45 représentants délégués pour les 26 opštine (municipalités).